# Kościół św. Wojciecha w Jabłonowie Pomorskim
Kościół św. Wojciecha w Jabłonowie Pomorskim – neogotycki kościół katolicki z lat 1860-1866. 
Parafia na terenie Jabłonowa Pomorskiego istnieje co najmniej od schyłku XIII w. Z 1445 r. pochodzi pierwsza informacja źródłowa o istniejącej już parafii. Pierwszy drewniany kościół spłonął w 1661 r. Kolejny, również drewniany kościół, wzniesiony w ostatnich dziesięcioleciach XVII w. spłonął w 1785 r. 

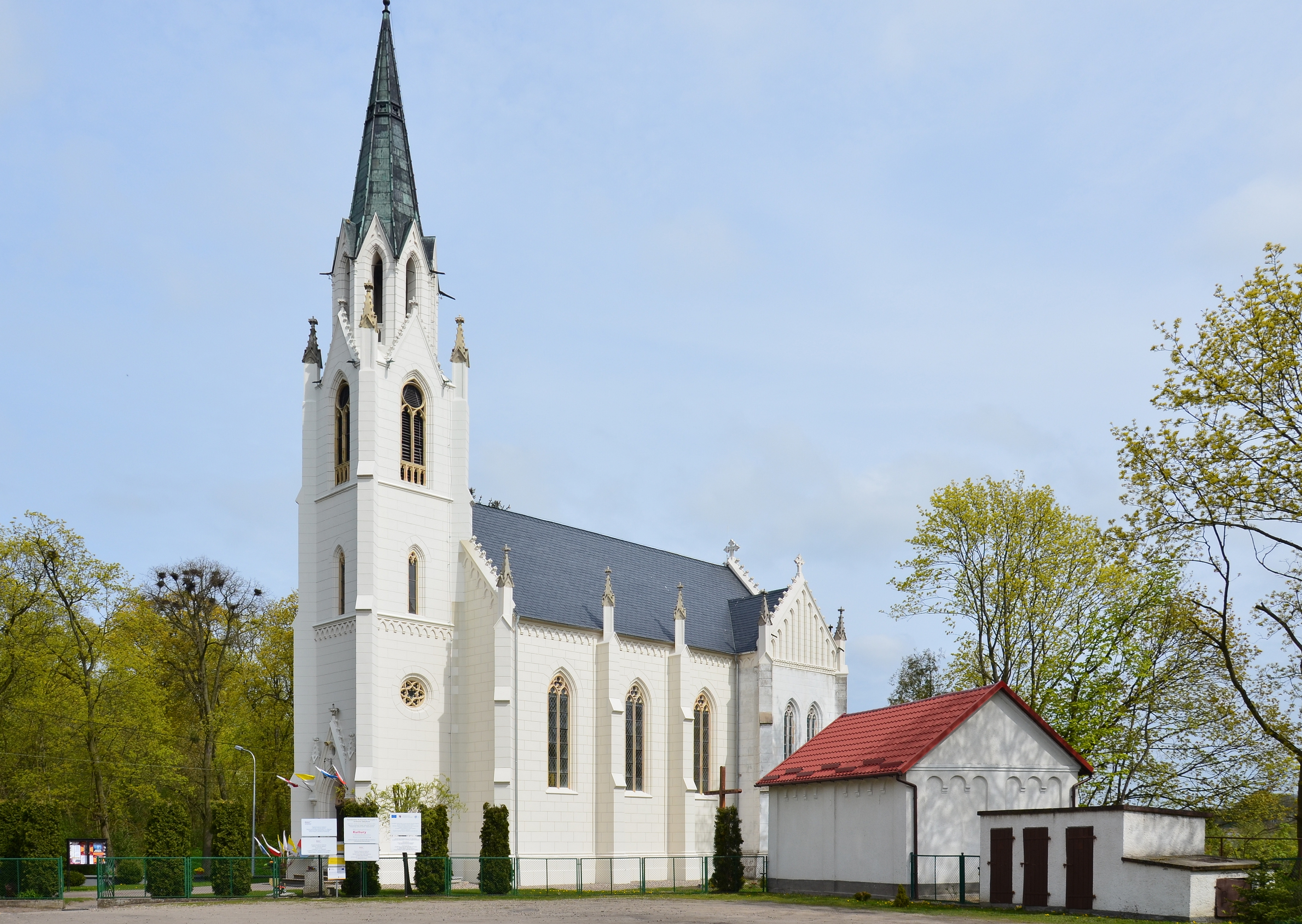
Kościół od frontu

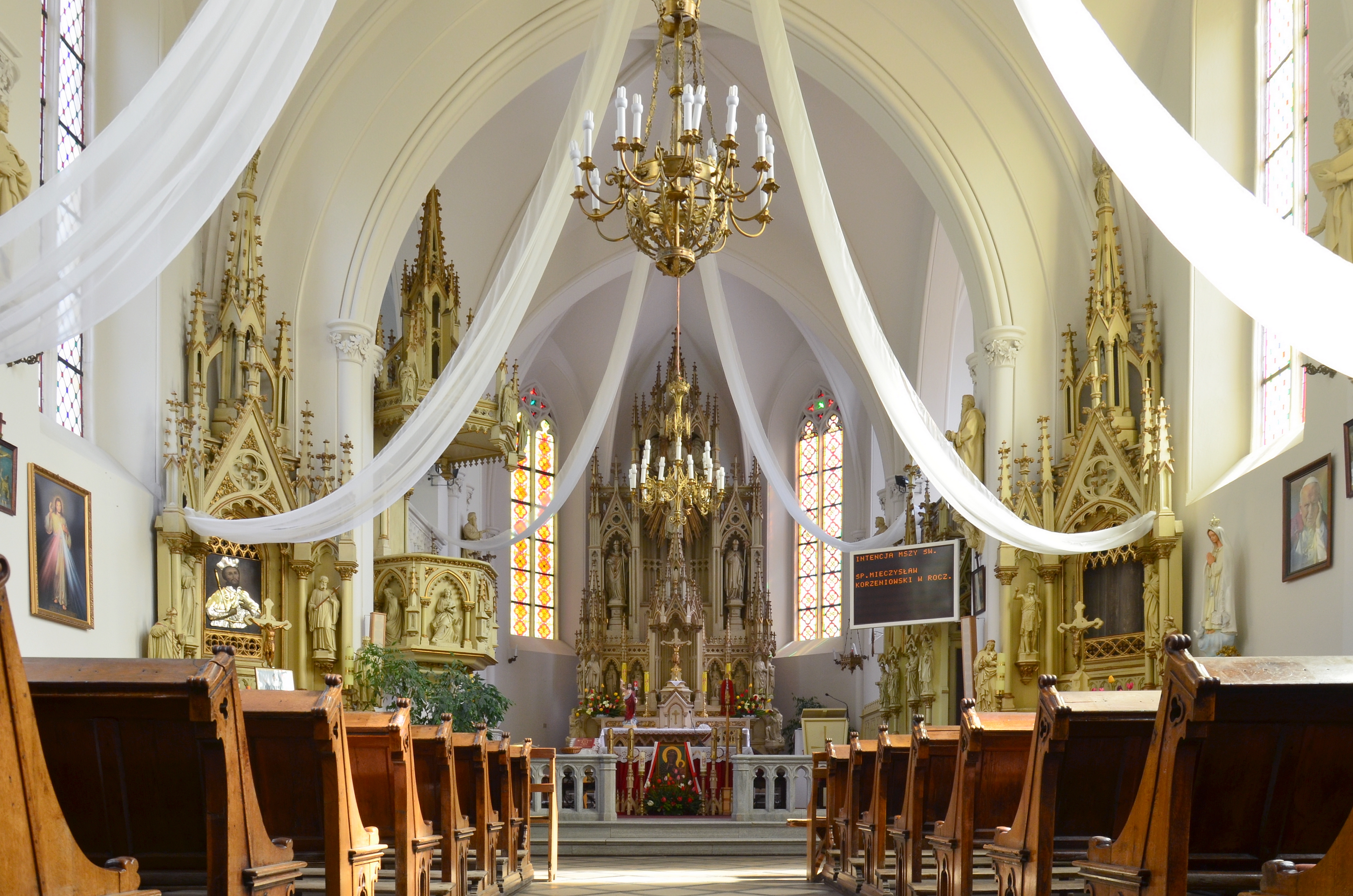
Wnętrze kościoła

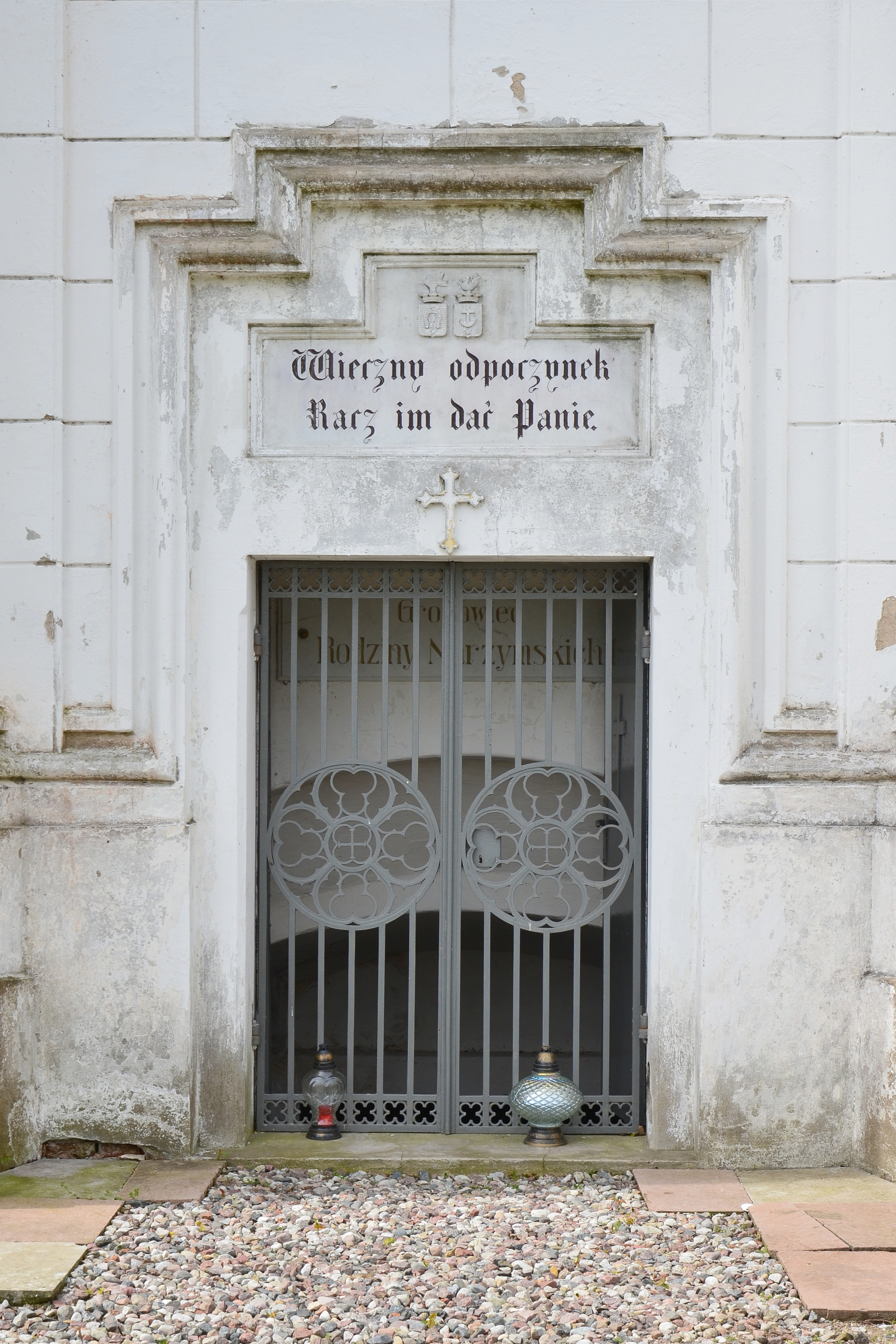
Krypta Narzymskich

Od 1641 r. wieś była własnością grudziądzkiego konwentu jezuitów, którzy przy kościele prowadzili stację misyjną. W 1757 r. decyzją bpa W. S. Leskiego parafia została inkorporowana do konwentu jezuitów i zakon przejął prawa patronatu nad kościołem. W 1773 r. po kasacie zakonu jezuitów parafia została przejęta przez księży diecezjalnych, a po 1785, z racji na brak świątyni parafia Jabłonowo została na kilkadziesiąt lat złączona z parafią Bursztynowo. 
Kolejny drewniany kościół, został wzniesiony w 1816 r., kiedy to została reaktywowana samodzielna parafia. Pod koniec lat 50. XIX wieku został on rozebrany z polecenia Stefana Narzymskiego, który razem z małżonką Otolią z Karwatów ufundował nowy, murowany obiekt, który miał być dopełnieniem kompleksu parku i pałacu na wzgórzu jabłonowskim. 
Budynek został zaprojektowany przez Augusta Stülera, być może na wzór kościoła św. Maurycego we francuskim Angers lub kościoła św. Mikołaja w Hamburgu, które wykazują doń istotne podobieństwa zewnętrzne. Obiekt miał na wzór gotyku zachodnioeuropejskiego wywoływać maksymalne wrażenie lekkości i strzelistości dzięki wieży w formie iglicy oraz wąskim oknom. W podobnym charakterze utrzymane jest neogotyckie wnętrze z kryptą i sarkofagiem małżonków Narzymskich. Oprócz typowo neogotyckich ołtarzy bocznych kościół mieści rzeźby ewangelistów oraz starsze, barokowe obrazy Matki Boskiej oraz św. Franciszka Ksawerego. 
Po II wojnie światowej siedziba parafii została przeniesiona do kościoła poewangelickiego pod wezwaniem Chrystusa Króla, a kościół św. Wojciecha spadł do rangi świątyni filialnej i pogrzebowej, z racji na bliskość cmentarza. W 1976 r. kościół św. Wojciecha ustanowiono kościołem rektorskim, jako osobny ośrodek duszpasterski, a 1 stycznia 1978 r. uzyskał ponownie status parafialnego.